# Артёменков, Георгий Алексеевич
Георгий Алексеевич Артёменков (1931 — 2018) — сын полка, участник штурма Рейхстага.

## Биография
По сведения военкомата, родился в Харькове Украинской ССР (по другим данным — в Гомеле Белорусской ССР) в 1931 году в семье белоруса, уроженца Борисовского уезда, и русской. Отец работал на таможне, затем на железной дороге машинистом. До войны семья жила в России, в эвакуацию отправилась из Осташкова. По собственным словам, в войсках оказался из-за голода: в поисках еды попал в санитарную роту, следовавшую в железнодорожном эшелоне. Согласно художественному описанию Виталия Лукина, это произошло 5 декабря 1942 года. Несколько месяцев Артёменков прослужил санитаром в военом госпитале, где повстречал старшего сержанта Степена Мягченко, предложившего Жоре пойти к разведчикам. 10 марта 1943 года Артёменков тайно уехал на фронт, где оказался в разведполку 150-й стрелковой дивизии. Официально считается зачисленным в армию с 1944 года. В том же 1944 году был отправлен домой, но сбежал и вернулся в часть.
Вместе с полком участвовал в освобождении Варшавы и штурме Берлина. Во время одного из боёв шёл позади остальных бойцов и убил трёх немецких солдат, неожиданно оказавшихся между ним и однополчанами. За этот подвиг был представлен к медали «За отвагу» и награждён ею 27 июля 1945 года. По данным нескольких источников, также награждён медалями «За освобождение Варшавы», «За взятие Берлина» и «За победу над Германией». В 1985 году награждён орденом Отечественной войны I степени.
Известной стала фотография, на которой четырнадцатилетний Георгий Артёменков стоит на ступенях разрушенного Рейхстага. По его словам, фотография была сделана примерно 5 мая, когда боевые действия полностью прекратились, а солдаты 150-й стрелковой дивизии временно располагались в подвале Рейхстага. Гомельский областной музей военной славы датирует снимок 2 мая 1945 года. Впервые снимок был опубликован 9 мая 1969 года в «Пионерской правде» в заметке «Где ты, сын полка?».
После войны Артёменков некоторое время учился в мореходном училище, но по состоянию здоровья бросил его и поступил в школу фабрично-заводского обучения. Первым местом работы стал завод на острове Селигер. Затем Артёменков уехал на Север, но вернулся, чтобы продолжить армейскую службу в одной из частей, дислоцированных в Польше. Отслужив 4 года, снова уехал в Заполярье, где работал электриком в паровозном депо. В 1965 году поселился в Гомеле, где устроился на завод торгового оборудования. С этого места работы ушёл на пенсию. Скончался весной 2018 года.

## Награды
- Медаль «За отвагу»[11][12] (1945)
- Медаль «За освобождение Варшавы»[12]
- Медаль «За взятие Берлина»[12]
- Медаль «За победу над Германией в Великой Отечественной войне 1941—1945 гг.»[1][12]
- Орден Отечественной войны I степени[2]

## Память
История Жоры Артёменкова изложена в нескольких художественных произведениях:
- Лукин В. С. Жора Артёменков. — М. : Малыш, 1972. — 16 с. — (Октябрята — смелые ребята. 50 лет пионерии. Альбом-выставка.). — 100 000 экз.
- Морозов В. Слово, проверенное жизнью // Медаль за бой, медаль за труд / Сост. В. Караваев.. — М., 1975. — С. 325—326.
- Валеров К. Пионер, штурмовавший рейхстаг. — 1978. — № 5. — С. 21—26.
- Орлята Великой Отечественной. — М., 1980.
- Ипатов В.Л. Красный галстук на рейхстаге. — Великие Луки, 1995.

Также Жоре Артёменкову посвящена песня «Пионер, штурмовавший рейхстаг».
В гомельской средней школе № 4 имени В. Маркелова действует музей, одна из экспозиций которого посвящена Жоре Артёменкову.